# Општина Тизајука (Идалго)
Тизајука (шп. Tizayuca) општина је у Мексику у савезној држави Идалго. Општина се налази на надморској висини од 2268 м.

## Становништво
Према подацима из 2010. у општини је живело 97461 становника.

### Хронологија
| Година       | 2000                  | 2005                  | 2010                  |
| ------------ | --------------------- | --------------------- | --------------------- |
| Становништво | 46344 (22971 / 23373) | 56573 (27820 / 28753) | 97461 (48102 / 49359) |

### Попис
| \| \| м \| \| \| ж \| \| 0—2 \| 2.892 \| \| \| 2.827 \| \| 3—5 \| 3.289 \| \| \| 3.054 \| \| 6—11 \| 6.522 \| \| \| 6.248 \| \| 12—14 \| 2.831 \| \| \| 2.691 \| \| 15—17 \| 2.777 \| \| \| 2.714 \| \| 18—24 \| 5.218 \| \| \| 5.450 \| \| 60+ \| 2.327 \| \| \| 2.521 \| \| Просек : \| 27,8 \| \| \| 28,7 \| |       |  |  |       |
| |       |  |  |       |
| | м     |  |  | ж     |
| 0—2 | 2.892 |  |  | 2.827 |
| 3—5 | 3.289 |  |  | 3.054 |
| 6—11 | 6.522 |  |  | 6.248 |
| 12—14 | 2.831 |  |  | 2.691 |
| 15—17 | 2.777 |  |  | 2.714 |
| 18—24 | 5.218 |  |  | 5.450 |
| 60+ | 2.327 |  |  | 2.521 |
| Просек : | 27,8  |  |  | 28,7  |

| #   | Индикатор                                                                                        | Вредност |
| --- | ------------------------------------------------------------------------------------------------ | -------- |
| 1   | Становништво од 0 до 2 године                                                                    | 5719     |
| 2   | Мушко становништво од 0 до 2 године                                                              | 2892     |
| 3   | Женско становништво од 0 до 2 године                                                             | 2827     |
| 4   | Становништво са 3 и више година                                                                  | 88462    |
| 5   | Мушко становништво са 3 и више година                                                            | 43570    |
| 6   | Женско становништво са 3 и више година                                                           | 44892    |
| 7   | Становништво са 5 и више година                                                                  | 84195    |
| 8   | Мушко становништво са 5 и више година                                                            | 41347    |
| 9   | Женско становништво са 5 и више година                                                           | 42848    |
| 10  | Становништво са 12 и више година                                                                 | 69349    |
| 11  | Мушко становништво са 12 и више година                                                           | 33759    |
| 12  | Женско становништво са 12 и више година                                                          | 35590    |
| 13  | Становништво са 15 и више година                                                                 | 63827    |
| 14  | Мушко становништво са 15 и више година                                                           | 30928    |
| 15  | Женско становништво са 15 и више година                                                          | 32899    |
| 16  | Становништво са 18 и више година                                                                 | 58336    |
| 17  | Мушко становништво са 18 и више година                                                           | 28151    |
| 18  | Женско становништво са 18 и више година                                                          | 30185    |
| 19  | Становништво од 3 до 5 година                                                                    | 6343     |
| 20  | Мушко становништво од 3 до 5 година                                                              | 3289     |
| 21  | Женско становништво од 3 до 5 година                                                             | 3054     |
| 22  | Становништво од 6 до 11 година                                                                   | 12770    |
| 23  | Мушко становништво од 6 до 11 година                                                             | 6522     |
| 24  | Женско становништво од 6 до 11 година                                                            | 6248     |
| 25  | Становништво од 8 до 14 година                                                                   | 13955    |
| 26  | Мушко становништво од 8 до 14 година                                                             | 7186     |
| 27  | Женско становништво од 8 до 14 година                                                            | 6769     |
| 28  | Становништво од 12 до 14 година                                                                  | 5522     |
| 29  | Мушко становништво од 12 до 14 година                                                            | 2831     |
| 30  | Женско становништво од 12 до 14 година                                                           | 2691     |
| 31  | Становништво од 15 до 17 година                                                                  | 5491     |
| 32  | Мушко становништво од 15 до 17 година                                                            | 2777     |
| 33  | Женско становништво од 15 до 17 година                                                           | 2714     |
| 34  | Становништво од 18 до 24 године                                                                  | 10668    |
| 35  | Мушко становништво од 18 до 24 године                                                            | 5218     |
| 36  | Женско становништво од 18 до 24 године                                                           | 5450     |
| 37  | Женско становништво од 15 до 49 година                                                           | 27133    |
| 38  | Становништво са 60 и више година                                                                 | 4848     |
| 39  | Мушко становништво са 60 и више година                                                           | 2327     |
| 40  | Женско становништво са 60 и више година                                                          | 2521     |
| 41  | Однос између мушкараца и жена                                                                    | 97.45    |
| 42  | Становништво од нуле до 14 година                                                                | 30354    |
| 43  | Становништво од 15 до 64 године                                                                  | 60764    |
| 44  | Становништво од 65 година и више                                                                 | 3063     |
| 45  | Просечан број деце                                                                               | 2.08     |
| 46  | Становништво рођено у ентитету                                                                   | 32815    |
| 47  | Мушко становништво рођено у ентитету                                                             | 16485    |
| 48  | Женско становништво рођено у ентитету                                                            | 16330    |
| 49  | Становништво рођено у другом ентитету                                                            | 60891    |
| 50  | Мушко становништво рођено у другом ентитету                                                      | 29753    |
| 51  | Женско становништво рођено у другом ентитету                                                     | 31138    |
| 52  | Становништво од 5 година и више резидентно у ентитету у јуну 2005. године                        | 50695    |
| 53  | Мушко становништво старосног доба од 5 година и више, резидентно у ентитету у јуну 2005. године  | 24789    |
| 54  | Женско становништво старосног доба од 5 и више година, резидентно у ентитету у јуну 2005. године | 25906    |
| 55  | Становништво од 5 година и више које је живело у другом ентитету у јуну 2005. године             | 32660    |
| 56  | Мушко становништво старије од 5 година које је живело у другом ентитету у јуну 2005. године      | 16056    |
| 57  | Женско становништво старије од 5 година које је живело у другом ентитету у јуну 2005. године     | 16604    |
| 58  | Становништво од 3 године и више које говори аутохтони језик                                      | 1701     |
| 59  | Мушко становништво старо 3 године и више које говори аутохтони језик                             | 904      |
| 60  | Женско становништво старо 3 године и више које говори аутохтони језик                            | 797      |
| 61  | Становништво од 3 године и више које говори аутохтони језик и не говори шпански језик            | 6        |
| 62  | Мушко становништво старо 3 године и више које говори аутохтони језик и не говори шпански         | 2        |
| 63  | Женско становништво старо 3 године и више које говори аутохтони језик и не говори шпански језик  | 4        |
| 64  | Становништво старо 3 године и више које говори аутохтони језик и шпански                         | 1523     |
| 65  | Мушко становништво старо 3 године и више које говори аутохтони језик и шпански                   | 800      |
| 66  | Женско становништво старо 3 године и више које говори аутохтони језик и шпански                  | 723      |
| 67  | Становништво од 5 година и више које говори аутохтони језик                                      | 1691     |
| 68  | Становништво од 5 година и више које говори аутохтони језик и не говори шпански језик            | 6        |
| 69  | Становништво од 5 година и више које говори аутохтони језик и говори шпански језик               | 1517     |
| 70  | Становништво у домородачким домаћинствима                                                        | 4360     |
| 71  | Становништво са ограничењима у активностима                                                      | 2691     |
| 72  | Становништво са ограниченим ходањем или кретањем, горе или доле                                  | 1293     |
| 73  | Становници са ограничењима вида, чак и уз кориштење сочива                                       | 866      |
| 74  | Становништво са ограничењима говора, комуникације или конверзације                               | 322      |
| 75  | Становништво са ограниченим слухом                                                               | 296      |
| 76  | Становништво са ограничењима при одевању, купању или јелу                                        | 142      |
| 77  | Становништво са ограничењима у опажању или учењу једноставних ствари                             | 179      |
| 78  | Становништво са менталним ограничењима                                                           | 294      |
| 79  | Становништво без ограничења активности                                                           | 91173    |
| 80  | Становништво од 3 до 5 година које не похађа школу                                               | 3140     |
| 81  | Мушко становништво од 3 до 5 година које не похађа школу                                         | 1661     |
| 82  | Женско становништво од 3 до 5 година које не похађа школу                                        | 1479     |
| 83  | Становништво од 6 до 11 година које не похађа школу                                              | 313      |
| 84  | Мушко становништво од 6 до 11 година које не похађа школу                                        | 182      |
| 85  | Женско становништво од 6 до 11 година које не похађа школу                                       | 131      |
| 86  | Становништво од 12 до 14 година које не похађа школу                                             | 301      |
| 87  | Мушко становништво од 12 до 14 година које не похађа школу                                       | 167      |
| 88  | Женско становништво од 12 до 14 година које не похађа школу                                      | 134      |
| 89  | Становништво од 15 до 17 година похађа школу                                                     | 3741     |
| 90  | Мушко становништво од 15 до 17 година похађа школу                                               | 1855     |
| 91  | Женско становништво између 15 и 17 година живота у школи                                         | 1886     |
| 92  | Становништво од 18 до 24 године похађа школу                                                     | 2547     |
| 93  | Мушко становништво од 18 до 24 године похађа школу                                               | 1253     |
| 94  | Женско становништво од 18 до 24 године похађа школу                                              | 1294     |
| 95  | Становништво од 8 до 14 година које не може да чита и пише                                       | 199      |
| 96  | Мушко становништво старосног доба од 8 до 14 година које не може да чита и пише                  | 125      |
| 97  | Женско становништво старосног доби од 8 до 14 година које не може да чита и пише                 | 74       |
| 98  | Становништво од 15 година и више које је неписмено                                               | 1628     |
| 99  | Мушко становништво од 15 година и више које је неписмено                                         | 585      |
| 100 | Женско становништво од 15 година и више које је неписмено                                        | 1043     |
| 101 | Становништво старо 15 и више година без школовања                                                | 2142     |
| 102 | Мушко становништво старо 15 и више година без школовања                                          | 854      |
| 103 | Женско становништво старо 15 и више година без школовања                                         | 1288     |
| 104 | Становништво старосног доба 15 и више година са непотпуним основним образовањем                  | 4579     |
| 105 | Мушко становништво старосног доба од 15 година и више са непотпуном основним образовањем         | 2081     |
| 106 | Женско становништво старосног доба 15 и више година са непотпуном основним образовањем           | 2498     |
| 107 | Становништво старо 15 и више година са комплетним основним образовањем                           | 9561     |
| 108 | Мушко становништво старо 15 година и више са комплетним основним образовањем                     | 4377     |
| 109 | Женско становништво старо 15 и више година са комплетним основним образовањем                    | 5184     |
| 110 | Становништво старосног доба 15 и више година са непотпуним средњим образовањем                   | 3518     |
| 111 | Мушко становништво старосног доба од 15 година и више са непотпуним средњим образовањем          | 1913     |
| 112 | Женско становништво старосног доба од 15 година и више са непотпуним средњим образовањем         | 1605     |
| 113 | Становништво старо 15 и више година са пуним секундарном образовањем                             | 19584    |
| 114 | Мушко становништво старосног доба од 15 година и више са пуним секундарном образовањем           | 9736     |
| 115 | Женско становништво старосног доба од 15 година и више са пуним секундарном образовањем          | 9848     |
| 116 | Становништво старије од 18 година са постосновним образовањем                                    | 22083    |
| 117 | Мушко становништво старије од 18 година са постосновним образовањем                              | 10920    |
| 118 | Женско становништво старије од 18 година са постосновним образовањем                             | 11163    |
| 119 | Просечна оцена школовања                                                                         | 9.17     |
| 120 | Просечан ниво образовања мушке популације                                                        | 9.3      |
| 121 | Просечан ниво образовања женског становништва                                                    | 9.04     |
| 122 | Економски активно становништво                                                                   | 37575    |
| 123 | Економски активна мушка популација                                                               | 25840    |
| 124 | Економски активна женска популација                                                              | 11735    |
| 125 | Становништво које није економски активно                                                         | 31568    |
| 126 | Мушко становништво које није економски активно                                                   | 7805     |
| 127 | Женско становништво које није економски активно                                                  | 23763    |
| 128 | Запослено становништво                                                                           | 35789    |
| 129 | Запослено мушко становништво                                                                     | 24491    |
| 130 | Запослено женско становништво                                                                    | 11298    |
| 131 | Незапослена популација                                                                           | 1786     |
| 132 | Незапослена мушка популација                                                                     | 1349     |
| 133 | Незапослена женска популација                                                                    | 437      |
| 134 | Становништво без права на здравствене услуге                                                     | 33036    |
| 135 | Становништво које има право на здравствене услуге                                                | 61013    |
| 136 | Становништво које има право на ИМСС                                                              | 39064    |
| 137 | Становништво које има право на социјално осигурање                                               | 4083     |
| 138 | Становништво које има право на државно социјално осигурање                                       | 414      |
| 139 | Становништво које има право на опште осигурање или здравствено осигурање за нову генерацију      | 14257    |
| 140 | Становништво које је било једном или није било у браку током 12 година и више                    | 21271    |
| 141 | Венчано или уједињено становништво од 12 година и више                                           | 42337    |
| 142 | Становништво које је било у браку или уједињено 12 година и више                                 | 5640     |
| 143 | Становништво са католичком религијом                                                             | 78397    |
| 144 | Протестанти, еванђелисти и библијски следбеници различити од еванђелиста                         | 8390     |
| 145 | Становништво са другим религијама различитим од претходних                                       | 97       |
| 146 | Становништво без религије                                                                        | 4036     |
| 147 | Укупно пописаних домаћинства                                                                     | 24240    |
| 148 | Пописна домаћинства на челу са мушкарцима                                                        | 19460    |
| 149 | Пописна домаћинства на челу са женама                                                            | 4780     |
| 150 | Становништво у пописним домаћинствима                                                            | 94059    |
| 151 | Становништво у пописним домаћинствима на челу са мушкарцима                                      | 77782    |
| 152 | Становништво у пописним домаћинствима на челу са женама                                          | 16277    |
| 153 | Укупно домаћинстава                                                                              | 47485    |
| 154 | Укупно насељених домаћинстава                                                                    | 25329    |
| 155 | Укупно приватних кућа                                                                            | 46396    |
| 156 | Насељени приватни домови                                                                         | 24240    |
| 157 | Укупно насељених приватних кућа                                                                  | 25327    |
| 158 | Ненасељене приватне куће                                                                         | 16564    |
| 159 | Појединачна домаћинства за привремену употребу                                                   | 5592     |
| 160 | Становници у насељеним приватним кућама                                                          | 94059    |
| 161 | Насељеност станара у приватним становима                                                         | 3.88     |
| 162 | Просечно становника по соби у приватним насељеним домаћинствима                                  | 1.03     |
| 163 | Појединачна домаћинства са подовима од различитих материјала од земље                            | 23628    |
| 164 | Појединачна домаћинства у приземљу                                                               | 523      |
| 165 | Појединачна домаћинства са једном спаваћом собом                                                 | 8455     |
| 166 | Појединачна домаћинства са две спаваће собе и више                                               | 15706    |
| 167 | Појединачна домаћинства са једним собом                                                          | 1237     |
| 168 | Појединачна домаћинства са две собе                                                              | 3114     |
| 169 | Појединачна домаћинства са 3 собе и више                                                         | 19777    |
| 170 | Појединачна домаћинства која имају електрично светло                                             | 24056    |
| 171 | Појединачна домаћинства која немају електрично светло                                            | 125      |
| 172 | Појединачна домаћинства која имају водоводну воду у стамбеном простору                           | 23775    |
| 173 | Појединачна домаћинства која немају водоводну воду у стамбеном простору                          | 378      |
| 174 | Појединачна домаћинства која имају тоалет                                                        | 24027    |
| 175 | Појединачна домаћинства која имају канализацију                                                  | 23931    |
| 176 | Појединачна домаћинства која немају канализацију                                                 | 204      |
| 177 | Појединачна домаћинства која имају електрично светло, довод воде из јавне мреже и канализацију   | 23535    |
| 178 | Појединачна домаћинства без икаквих услова                                                       | 100      |
| 179 | Појединачна домаћинства која имају радио                                                         | 21003    |
| 180 | Појединачна домаћинства која имају телевизор                                                     | 23664    |
| 181 | Појединачна домаћинства која имају фрижидер                                                      | 20863    |
| 182 | Појединачна домаћинства која имају машину за веш                                                 | 17134    |
| 183 | Појединачна домаћинства која имају аутомобил или комби                                           | 10421    |
| 184 | Појединачна домаћинства која имају рачунар                                                       | 6394     |
| 185 | Појединачна домаћинства која имају фиксну телефонску линију                                      | 5610     |
| 186 | Појединачна домаћинства која имају мобилни телефон                                               | 19497    |
| 187 | Појединачна домаћинства која имају приступ интернету                                             | 2843     |